# Харбін
Харбі́н (спрощ.: 哈尔滨; кит. трад.: 哈爾濱; піньїнь: Hāérbīn) — місто в північно-східному Китаї, адміністративний центр провінції Хейлунцзян. Великий промисловий і транспортний центр. Псевдонім «Льодове місто», «Східна Москва», «Східний Маленький Париж».
Агломерація — 10,99 млн чол. (2020), з них 5,53 млн мешкають у межах міста.
Харбін засновано 1898 у зв'язку з будовою Китайської Східної залізниці (КВЖД), прокладеної Росією на території Маньчжурії, що належала Китаю. Населення Харбіну становили переважно піддані Російської імперії, в основному залізничні службовці й інженери (серед них багато українців).

## Географія
Розташований у регіоні Маньчжурія, лежить над річкою Сунгарі.

### Клімат
Місто знаходиться у зоні, котра характеризується вологим континентальним кліматом зі спекотним літом. Найтепліший місяць — липень із середньою температурою 22.8 °C (73 °F). Найхолодніший місяць — січень, із середньою температурою -17.8 °С (0 °F).
| Клімат Харбіна          | Клімат Харбіна | Клімат Харбіна | Клімат Харбіна | Клімат Харбіна | Клімат Харбіна | Клімат Харбіна | Клімат Харбіна | Клімат Харбіна | Клімат Харбіна | Клімат Харбіна | Клімат Харбіна | Клімат Харбіна | Клімат Харбіна |
| Показник                | Січ.           | Лют.           | Бер.           | Квіт.          | Трав.          | Черв.          | Лип.           | Серп.          | Вер.           | Жовт.          | Лист.          | Груд.          | Рік            |
| Абсолютний максимум, °C | 2              | 3              | 21             | 28             | 33             | 37             | 36             | 35             | 30             | 26             | 15             | 5              | 37             |
| Середній максимум, °C   | −13            | −8             | 1              | 12             | 20             | 25             | 27             | 25             | 20             | 10             | 0              | −10            | 9              |
| Середня температура, °C | −18            | −14            | −3             | 6              | 14             | 20             | 22             | 21             | 14             | 5              | −5             | −14            | 4              |
| Середній мінімум, °C    | −23            | −19            | −8             | 0              | 8              | 15             | 18             | 16             | 8              | 0              | −10            | −18            | −1             |
| Абсолютний мінімум, °C  | −37            | −33            | −25            | −10            | −3             | 8              | 10             | 7              | −2             | −15            | −26            | −35            | −37            |
| Норма опадів, мм        | 0              | 0              | 10             | 20             | 40             | 80             | 150            | 110            | 60             | 20             | 10             | 0              | 550            |
| ----------------------- | -------------- | -------------- | -------------- | -------------- | -------------- | -------------- | -------------- | -------------- | -------------- | -------------- | -------------- | -------------- | -------------- |
| Джерело: Weatherbase    |                |                |                |                |                |                |                |                |                |                |                |                |                |

## Адміністративний поділ
Міський округ поділяється на 9 районів, 2 міста та 7 повітів:
| Карта | Карта   | Карта    | Карта            |
| --- | ------- | -------- | ---------------- |
| Шуанчен ① ② Хулань Баянь ③ ④ ⑤ ⑥ Учан Ачен Бінь Мулань Шанчжи Яньшоу Фанчжен Тунхе Їлань ① Даолі ② Сунбей ③ Наньган ④ Даовай ⑤ Пінфан ⑥ Сянфан |         |          |                  |
| Статус | Назва   | Оригінал | Населення (2020) |
| Район | Ачен    | 阿城区   | 500 327          |
| Район | Даовай  | 道外区   | 811 178          |
| Район | Даолі   | 道里区   | 1 097 430        |
| Район | Наньган | 南岗区   | 1 390 679        |
| Район | Пінфан  | 平房区   | 238 945          |
| Район | Сунбей  | 松北区   | 413 515          |
| Район | Сянфан  | 香坊区   | 1 120 185        |
| Район | Хулань  | 呼兰区   | 769 997          |
| Район | Шуанчен | 双城区   | 633 880          |
| Місто | Учан    | 五常市   | 724 705          |
| Місто | Шанчжи  | 尚志市   | 463 358          |
| Повіт | Баянь   | 巴彦县   | 420 409          |
| Повіт | Бінь    | 宾县     | 444 314          |
| Повіт | Їлань   | 依兰县   | 258 345          |
| Повіт | Мулань  | 木兰县   | 176 245          |
| Повіт | Тунхе   | 通河县   | 179 828          |
| Повіт | Фанчжен | 方正县   | 183 789          |
| Повіт | Яньшоу  | 延寿县   | 182 725          |

## Історія

### Рання історія
Історію людської діяльності в Харбіні можна простежити до епохи пізнього палеоліту 22 000 років тому.  У епоху бронзи 3000 років тому територія Харбіна сьогодні належить до району поширення найдавнішої культури Веньшен Цзіньбао в Хейлунцзяні.  Харбін також є батьківщиною династії Цзінь і Цін в історії Китаю.

### Українці у Харбіні

#### До 1918

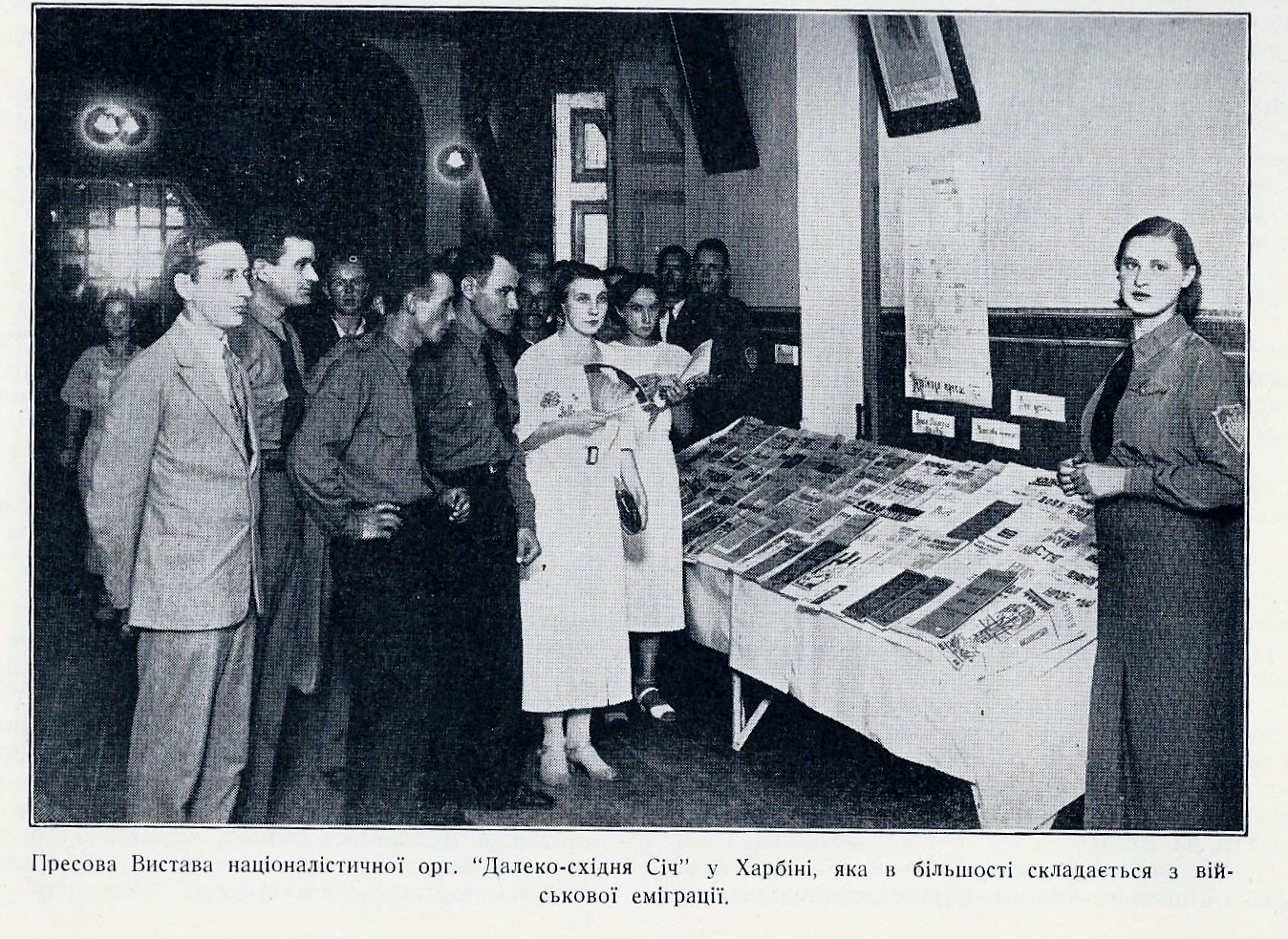
Виставка преси націоналістичної організації «Далекосхідна Січ», м. Харбін.

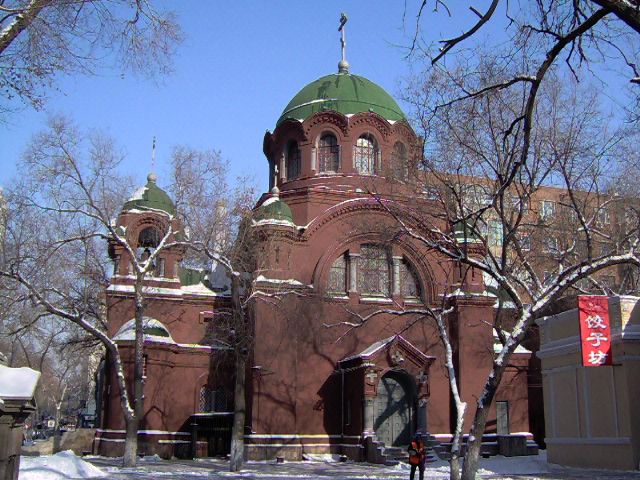
Українська церква св. Покрови

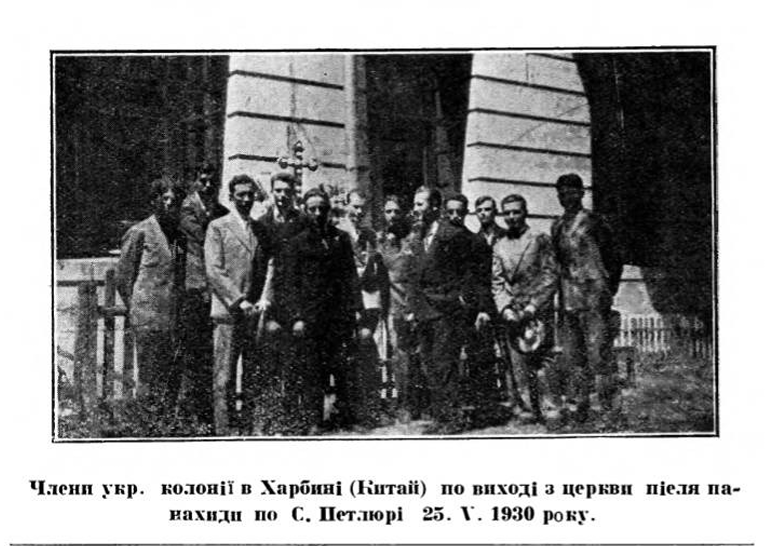
Члени української громади в Харбіні, по виходу з церкви після панахиди по С. Петлюрі. 1930 рік.

До 1945 в Харбіні існувала численна українська колонія (20—30 тисяч осіб) — переважно залізничні службовці й інженери, які підтримували тісні зв'язки з Україною, а також з українцями Зеленого Клину.
Українське життя виявлялося в діяльності аматорських (зазвичай при клубах залізничників) і професійних гуртків; 1907 року в Харбіні постав український клуб.
Значне пожвавлення українського життя принесла революція 1917. Тоді засновано ряд установ, які брали активну участь в українському політичному житті Далекого Сходу та підтримували тісний зв'язок з Києвом; наприкінці 1917 вислано з Харбіну українську військову частину на Україну під командуванням Петра Твердовського, який восени 1918 повернувся до Харбіна як український консул; організовано українську школу й гімназію, українську православну парафію та низку українських установ, які були об'єднані в будинку українського клубу.

#### 1918—1945
У 1922—1931 українське життя в Харбіні загальмувалося через припинення зв'язків з Зеленим Клином, а також через труднощі, які чинила китайська адміністрація, опанована рос. впливами. Тоді значну ролю відогравало товариство «Просвіта», діяв тижневик «Українське Життя».
Умови для життя покращали від часу, коли 1931 японці створили буферну державу Маньчжоу-Го. Воно знову скупчилося в Українському Народному Домі. В Харбіні 1935 постала Українська Національна Колонія як центр для всіх українців у Маньчжурії. У 1932—1937 pp. виходив «Манджурський Вісник» (редактор І.Світ), з 1934 українці мали свої радіопередачі.
Після окупації Маньчжурії 1945 радянськими військами більшість українців була заарештована й вивезена, а українські установи ліквідовані.
Кількість українців у 1930—1940-х роках — близько 15 000.

### Росіяни у Харбіні
З 1920-х по 1943 рік існувала Російська фашистська партія (згодом всеросійська), яка складалася з етнічних росіян Харбіну та російських біженців з СРСР. 
Керівниками партії були Костянтин Родзаєвський та Анастасій Вонсяцький.

## Відомі люди

Прапор Російської фашистської партії

- Байда Анатолій Ілліч (народився в 1906 в м. Харбін, за іншими даними в с. Мрин — помер 1978) — будівельник, керівник тресту Південзахідтрансбуд, Герой Соціалістичної Праці (1966, за спорудження Палацу культури «Україна»), кавалер ордена Леніна та інших урядових нагород.
- Володченко Микола Герасимович (нар. 20 листопада 1862, Глухів — після 24 вересня 1945, м. Харбін, Китай)  — військовий діяч, генерал-поручник Армії УНР.
- Гнатів Михайло — керівник «Трускавецької боївки» ОУН, організатор вдалого замаху на керівника східного відділу МЗС Польщі Тадеуша Голувка. Представник ОУН в Маньчжурії.
- Вертинська Лідія Володимирівна (1923—2013) — радянська і російська актриса, художник.
- Кощавцев Борис Петрович (1910—1939) — радянський льотчик-випробувач.
- Купецький Григорій — активний діяч ОУН, учасник нападу на пошту в місті Городку 30 листопада 1932. Очільник Української Далекосхідної Січі в Маньчжурії.
- Мон За Літ — козак 4-ї Київської дивізії Армії УНР, Герой Другого Зимового походу.
- Мандрика Георгій Якимович — начальник 2-го Січового Запорізького корпусу Армії УНР. Помер та похований у Харбіні.
- Мозолевський Іван Вікторович — доктор медицини. Заступник українського консула в Харбіні.
- Світ Іван Васильович — український громадський діяч, автор досліджень про українців Азії.
- Сніжний Йосип — член Української Центральної Ради, відомий бандурист і майстер бандур.
- Файда Григорій — активний діяч ОУН, учасник нападу на пошту в місті Городку 30 листопада 1932. Представник ОУН в Маньчжурії.
- Яхно Павло — український громадський діяч.

## Відомі туристичні місця
- Харбінський крижано -сніговий світ—найбільший відкритий масштабний розважальний проект на відкритому повітрі з темою льоду та снігу.
- Меморіальна вежа протистояння повені Харбіна—побудована 1 жовтня 1958 року на згадку про жителів Харбіна, які перемогли «надзвичайну повінь 1957 року».
- Парк «Сонячний острів»—мальовниче місце водно-болотного типу, розташоване в центрі міста.
- Центральний проспект—Перша комерційна пішохідна вулиця Китаю.
- Софійський собор — став найбільшою православною церквою на Далекому Сході, є історичним свідком і важливою реліквією вторгнення царської Росії на північний схід Китаю.
- Вежа Дракона — радіотелевізійна вежа Хейлунцзян, має висоту 336 метрів.

## Транспорт
У 2013 році в місті був відкритий метрополітен. Станом на кінець 2021 року в місті працює 3 повністю підземні лінії метро загальною довжиною близько 80 км.